# Giorgina Arian Levi
Giorgina Levi, coniugata Arian (Torino, 15 agosto 1910 – Torino, 3 settembre 2011), è stata una politica e scrittrice italiana.

## Biografia
Figlia di Gemma Montagnana, sorella di Mario e Rita Montagnana (moglie di Palmiro Togliatti). Dopo la laurea in Lettere all'Università di Torino insegnò presso il Liceo classico Vincenzo Gioberti.
Saggista e storica, studiosa del movimento operaio, dell'ebraismo e dell'America Latina, nel 1939 dovette emigrare in Bolivia con il marito, il medico ebreo Heinz Arian, a seguito della promulgazione delle leggi razziali.
Rientrata in Italia nel 1946, svolse un'intensa attività politica nel Partito Comunista Italiano, che ha rappresentato prima come consigliere comunale a Torino e poi come membro della Camera dei deputati (1963-1972), dove ricoprì anche la carica di segretario della VIII commissione (Istruzione e Belle arti) (1968-1972). Nel 1975 fondò e diresse per molti anni il bimestrale ebraico torinese Ha Keillah (la Comunità), organo del Gruppo di Studi Ebraici di Torino.
L'8 luglio 2010 in vista del Centenario, ricevette presso la Sala Rossa del municipio di Torino, il prestigioso riconoscimento del Sigillo della Città da parte del sindaco, Sergio Chiamparino, del presidente del Consiglio comunale Castronovo e dell'ex primo cittadino Diego Novelli, presenti alla cerimonia.
Il 5 settembre 2010 fu al centro dei festeggiamenti della Comunità ebraica di Torino per la Giornata Europea della Cultura Ebraica, organizzati in collaborazione con il Gruppo di Studi Ebraici, con il Partito Democratico di San Salvario e con l'ANPI, durante la quale ricevette la tessera onoraria del partito. La cerimonia si tenne davanti alla Sinagoga di Torino con la partecipazione di personalità della cultura e della politica, di centinaia di persone comuni e di decine di giovani, ai quali Giorgina Arian Levi rivolse un appello nel suo breve intervento conclusivo: « Ho scoperto con sorpresa e soddisfazione d'aver fatto qualcosa di utile nella mia lunga vita. Ma se oggi io non posso più dare un grande contributo, voi non mollate, non mollate, non mollate mai ».
Morì a 101 anni la mattina del 3 settembre 2011, all'ospedale Mauriziano di Torino dove era stata ricoverata a causa di un malore che la colse nella casa di riposo dove viveva da tempo.

## Opere
- Giorgina Levi Arian, “Scuola pubblica e scuola privata. Discorso pronunciato alla Camera dei Deputati nella seduta dell'11 ottobre 1966”, Stabilimenti Tipografici Carlo Colombo, Roma 1966
- Giorgina Levi Arian, “Sull'esame di stato. Discorso pronunciato alla Camera dei Deputati nella seduta del 13 marzo 1969”, Stabilimenti Tipografici Carlo Colombo, Roma 1969
- Giorgina Levi Arian et al., (a cura di), I lavoratori studenti. Testimonianze raccolte a Torino, Giulio Einaudi editore, Torino 1969
- Giorgina Levi et al., Conoscere gli ebrei, Città di Torino – Regione Piemonte, Torino 1982
- Giorgina Levi, "I Montagnana: una famiglia ebraica antifascista (dalla 1ª guerra mondiale alla liberazione)", Rassegna mensile di Israel, gennaio-giugno 1982, pp. 107–166
- Giorgina Levi, Cultura e associazioni operaie in Piemonte: 1890-1975, Franco Angeli, Milano 1985
- Giorgina Levi, Leonardo Gambino, Campidoglio a Torino. La Società Operaia di Mutuo Soccorso Campidoglio dalla fondazione ai giorni nostri – Il borgo del Campidoglio e i suoi abitanti tra Ottocento e Novecento, Regione Piemonte Assessorato alla Cultura – Cooperativa di Consumo e Mutua Assistenza Borgo Po e Decoratori, Torino 1990
- Giorgina Arian Levi et al., Il tempo del riposo. Squarci di vita sociale del proletariato torinese di fine secolo, Feltrinelli, Milano 1991
- Giorgina Arian Levi, Isacco Levi. La religione del cuore, Silvio Zamorani, Torino 1995 ISBN 88-7158-045-1
- Giorgina Levi, Giulio Disegni, Fuori dal ghetto. Il 1848 degli ebrei, Editori Riuniti, Roma 1998 ISBN 88-359-4461-9
- Giorgina Arian Levi, Emanuele Viterbo, Simeone Levi. La storia sconosciuta di un noto egittologo, Ananke, Torino 2000 ISBN 88-86626-40-1
- Gorgina Arian Levi, Manfredo Montagnana, I Montagnana. Una famiglia ebraica piemontese e il movimento operaio (1914-1948), Giuntina, Firenze 2000 ISBN 88-8057-109-5
- Giorgina Levi, Tutto un secolo. Due donne ebree del ‘900 si raccontano, Giuntina, Firenze 2005
- Giorgina Arian Levi, Davide Viterbo, Un rabbino tunisino nei ghetti del Regno di Sardegna 1818-1830. Gli ebrei non lo gradiscono ma la corte lo protegge, Giuntina, Firenze 2006 ISBN 88-8057-273-3